# Westerwaldkreis

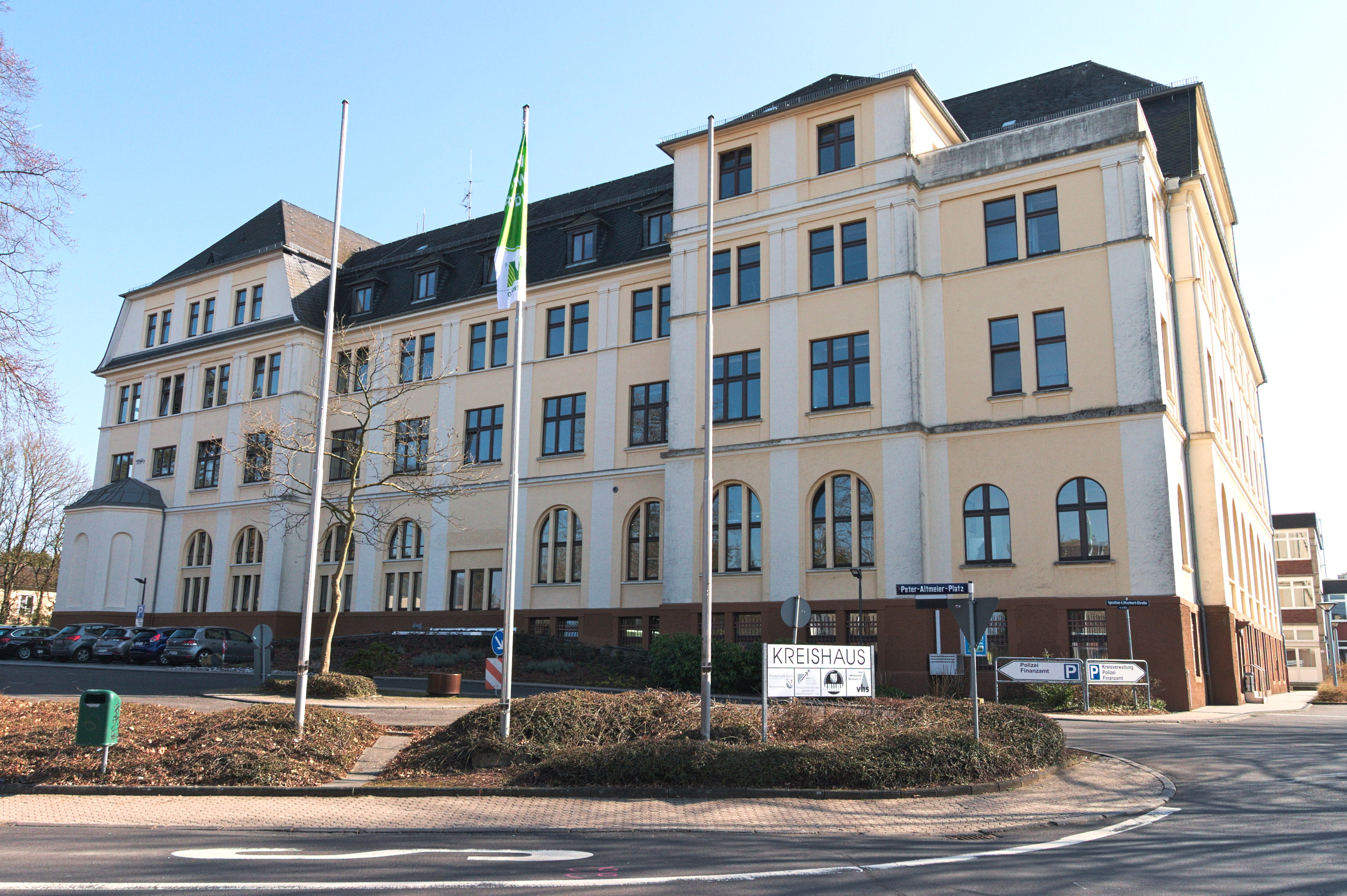
Kreisverwaltung

Der Westerwaldkreis ist eine Gebietskörperschaft mit 207.803 Einwohnern (31. Dezember 2024) im nördlichen Teil des Landes Rheinland-Pfalz. Sitz der Kreisverwaltung und zugleich bevölkerungsreichste Kommune ist die Stadt Montabaur. Der Landkreis entstand im Jahr 1974 im Rahmen der rheinland-pfälzischen Gebiets- und Verwaltungsreform aus den gleichzeitig aufgelösten Landkreisen Unterwesterwaldkreis (mit Sitz in Montabaur) und Oberwesterwaldkreis (mit Sitz in Westerburg).

## Geographie
Die Fläche des Westerwaldkreises wurde im Jahr 2014 laut Kreisverwaltung mit 988,97 bzw. gemäß Statistischem Landesamt Rheinland-Pfalz mit 988,98 Quadratkilometern berechnet. Die Nord-Süd-Ausdehnung beträgt 44 und die West-Ost-Ausdehnung 40 Kilometer. Die höchste Erhebung ist die Fuchskaute mit 657 m ü. NN, der niedrigste Punkt mit 150 m befindet sich im Gelbachtal unterhalb von Dies, einem Ortsteil von Gackenbach.

### Lage
Der Westerwaldkreis befindet sich im nördlichen Rheinland-Pfalz, am Dreiländereck mit Hessen und Nordrhein-Westfalen.
Der Landkreis erstreckt sich über den Westerwald nordöstlich von Koblenz. Größere Flüsse sind die Nister, die Wied und die Sayn, die jedoch schon wenige Kilometer nach der Quelle das Kreisgebiet verlassen.

### Klima
Der Westerwald hat trotz seiner relativ geringen Höhe ein für Mittelgebirge typisches Reizklima. Die durchschnittliche Jahrestemperatur liegt zwischen 6,5 und 8,5 Grad Celsius. Durchschnittlich beträgt der jährliche Niederschlag zwischen 780 und 1300 Millimeter. Rund 40 Prozent des Landkreises sind bewaldet.

### Nachbarkreise
Der Westerwaldkreis grenzt im Uhrzeigersinn im Nordosten beginnend an den Kreis Siegen-Wittgenstein (in Nordrhein-Westfalen), an den Lahn-Dill-Kreis und den Landkreis Limburg-Weilburg (beide in Hessen) sowie an den Rhein-Lahn-Kreis, an die kreisfreie Stadt Koblenz und an die Landkreise Mayen-Koblenz, Neuwied und Altenkirchen (Westerwald) (alle in Rheinland-Pfalz).

## Geschichte
Das heutige Kreisterritorium war vor 1800 in zahlreiche Herrschaftsgebiete aufgeteilt, wovon das Kurfürstentum Trier und das Fürstentum Nassau-Oranien die größten Anteile besaßen. Ab 1806/1815 kam das Gebiet an das Herzogtum Nassau, 1866 annektierte es Preußen. Es entstanden die drei Landkreise Unterwesterwaldkreis (Sitz in Montabaur), Oberwesterwaldkreis (Sitz in Bad Marienberg) und Westerburg. Im Jahre 1932 gelangte der nördliche Teil des Landkreises Westerburg mit der Stadt Westerburg an den Oberwesterwaldkreis, dessen Kreissitz von Bad Marienberg nach Westerburg verlegt wurde. Der südliche Teil des Landkreises Westerburg kam an den Unterwesterwaldkreis. Die Kreise gehörten zum Regierungsbezirk Wiesbaden der Provinz Hessen-Nassau. Am 30. August 1946 fielen beide Landkreise an Rheinland-Pfalz und gehörten dort zunächst zum Regierungsbezirk Montabaur. Nach dessen Auflösung 1968 wurden beide Kreise dem Regierungsbezirk Koblenz zugeordnet. 1970 wechselten Marienhausen aus dem Unterwesterwaldkreis in den Landkreis Neuwied und Berod bei Hachenburg aus dem Oberwesterwaldkreis in den Landkreis Altenkirchen. Im Rahmen der Kreisreform wurden beide Kreise zum 16. März 1974 zum Landkreis Westerwald, der am 1. August 1974 seinen heutigen Namen erhielt, vereinigt (mit Ausnahme von Arzbach, welches heute zum Rhein-Lahn-Kreis gehört, und Stromberg, heute Stadtteil von Bendorf im Landkreis Mayen-Koblenz).

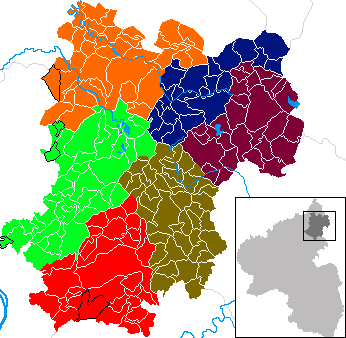
Nassauische Ämter von 1816 im heutigen Kreisgebiet
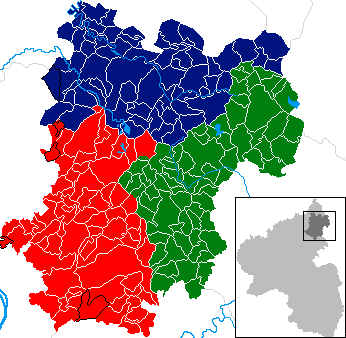
Preußische Landkreise 1867/1886 bis 1932 im heutigen Kreisgebiet
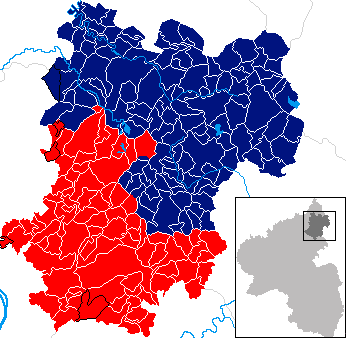
Preußische bzw. rheinland-pfälzische Landkreise 1932 bis 1974 im heutigen Kreisgebiet
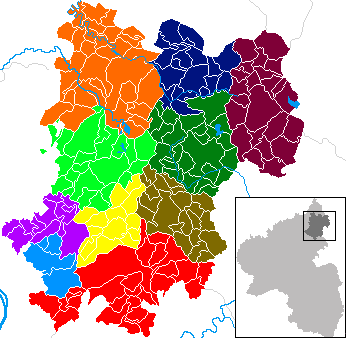
Verbandsgemeinden im heutigen Landkreis

### Einwohnerstatistik
- 1975: 165.800[7]
- 1980: 167.700[8]
- 1990: 178.100[9]
- 2000: 201.800[10]
- 2010: 198.580
- 2018: 201.597
- 31. Dezember 2024: 207.803[1]

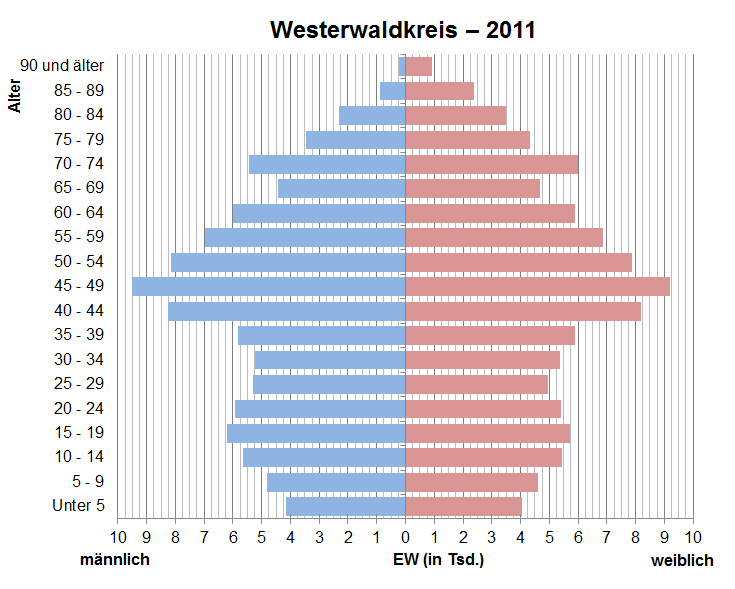
Bevölkerungspyramide für den Westerwaldkreis (Datenquelle: Zensus 2011)

Die Bewohner werden im Allgemeinen als Westerwälder bezeichnet, die Einheimischen bezeichnen sich selbst als Wäller bzw. Basaltköppe, da sie als dickköpfig gelten und in einer sehr basaltreichen Region leben. Per 31. Dezember 2024 zählte der Westerwaldkreis 207.803 Einwohner. Die Bevölkerungsdichte bezifferte sich am Stichtag auf 210 Einwohner pro Quadratkilometer. Ende 2013 gab es im Landkreis mehr Frauen (50,5 Prozent) als Männer (49,5 Prozent). Der Altenquotient übertrifft mit 32,5 Prozent den Jugendquotienten (32,1 Prozent) marginal.
Der Ausländeranteil (gemeldete Einwohner ohne deutsche Staatsangehörigkeit) belief sich am 31. Dezember 2013 auf 6,2 Prozent (12.263 Personen). Zu den am stärksten vertretenen Nationalitäten zählen vornehmlich türkisch, polnisch, italienisch, kosovarisch, russisch, bulgarisch, bosnisch und herzegowinisch, rumänisch, niederländisch und kroatisch.
Im Juni 2021 verzeichnete der Landkreis eine Arbeitslosenquote von 3,1 Prozent (3612 registrierte Personen).

### Konfessionsstatistik
Laut der Volkszählung 2011 waren im Jahr 2011 48,7 % römisch-katholisch, 28,4 % der Einwohner evangelisch und 22,9 % waren konfessionslos, gehörten einer anderen Glaubensgemeinschaft an oder machten keine Angabe. Der Anteil der Protestanten und Katholiken an der Gesamtbevölkerung ist seitdem gesunken. Ende Januar 2025 hatten 36,7 % der Einwohner die katholische Konfession und 22,3 % die evangelische. 41,0 % gehörten entweder einer anderen Glaubensgemeinschaft an, waren konfessionslos oder machten keine Angabe.

## Politik

### Kreistag
Der Kreistag des Westerwaldkreises besteht aus 50 in einer personalisierten Verhältniswahl gewählten ehrenamtlichen Kreistagsmitgliedern und dem Landrat als Vorsitzendem. Nach der letzten Kreistagswahl am 9. Juni 2024 ergibt sich folgende Sitzverteilung:
| Jahr | SPD | CDU | GRÜNE | AfD | FDP | FW | Linke | FWG 1 | NPD | Gesamt |
| ---- | --- | --- | ----- | --- | --- | -- | ----- | ----- | --- | ------ |
| 2024 | 9   | 20  | 4     | 7   | 2   | 2  | 1     | 5     | —   | 50     |
| 2019 | 10  | 18  | 7     | 4   | 3   | —  | 2     | 6     | —   | 50     |
| 2014 | 14  | 22  | 4     | —   | 2   | —  | 2     | 6     | —   | 50     |
| 2009 | 15  | 21  | 3     | —   | 4   | —  | 1     | 5     | 1   | 50     |
| 2004 | 14  | 26  | 3     | —   | 2   | —  | —     | 5     | —   | 50     |
| 1999 | 18  | 24  | 2     | —   | 2   | —  | —     | 4     | —   | 50     |

### Landrat
Seit dem 11. Oktober 2009 hat Achim Schwickert (CDU) die Funktion des Landrates inne, bei der Landratswahl am 7. Mai 2017 wurde er mit einem Stimmenanteil von 88,87 Prozent für weitere acht Jahre im Amt bestätigt. Der Landrat ist zudem Behördenleiter und Vorsitzender des Kreisvorstandes, Vorsitzender des Kreistages und Außenvertreter des Landkreises. Als Vertreter des Landrates zählen die Mitglieder des Kreisvorstandes Kurt Schüler (erster Kreistagsabgeordneter) sowie Ulrich Keßler und Thomas Roth (beide Kreistagsabgeordnete).
Ehemalige Landräte
- 1974–1984: Norbert Heinen
- 1985–2009: Peter Paul Weinert

### Kreisverwaltung
Die Kreisverwaltung des Westerwaldkreises besteht aus drei Dezernaten und neun Abteilungen (davon eine als Eigenbetrieb). Den Abteilungen sind zahlreiche Referate und Fachbereiche untergeordnet.

### Wappen und Flagge

Der Westerwaldkreis führt ein Siegel, ein Wappen sowie eine Hiss- und Bannerflagge.
| Wappen des Westerwaldkreises | Blasonierung: „In Silber ein grüner Schrägbalken; unten wachsend sieben silbern berandete, sechseckige schwarze Basaltsäulen von unterschiedlicher Höhe, oben eine zylindrische, altdeutsche blaue Kanne mit silbernen Riffeln und drei ovalen silbernen Medaillons.“ |
| Wappen des Westerwaldkreises | Wappenbegründung: Die sieben Basaltsäulen stehen für die sieben Verbandsgemeinden, in denen Basalt und Quarz vorkommt, während die Kanne mit den drei Medaillons die drei Verbandsgemeinden des sogenannten Kannenbäckerlandes symbolisiert, in denen das Töpferhandwerk und die keramische Industrie beheimatet sind. Der grüne Schrägbalken symbolisiert den Erholungswert des Kreises mit seinen Wäldern und Wiesen. Das Wappen wurde per 2. Februar 1976 genehmigt. |

## Wirtschaft
Gemessen am nominalen Bruttoinlandsprodukt zählt der Westerwaldkreis zu den wirtschaftsstärksten Landkreisen in Rheinland-Pfalz. 2010 wurden im Landkreis nominal 5,4 Milliarden Euro erwirtschaftet – dies stellt die höchste Quote in allen rheinland-pfälzischen Landkreisen dar. Die Stadt Montabaur und die Verbandsgemeinde Wallmerod weisen jeweils die höchste Pro-Kopf-Kaufkraft im Landkreis auf und liegen mit ihren Werten über dem Bundesdurchschnitt.
2012 pendelten rund 29.000 Menschen über den Westerwaldkreis hinaus zur Arbeit, während rund 17.000 Menschen in den Landkreis zu ihrem Arbeitsplatz einpendelten. Der Großteil jener Arbeitnehmer, die das Kreisgebiet verließen, fuhr vornehmlich nach Koblenz, in den hessischen Landkreis Limburg-Weilburg und in den Landkreis Altenkirchen (Westerwald). Die Einpendler stammen insbesondere aus den Landkreisen Altenkirchen, Neuwied und dem Rhein-Lahn-Kreis.
Im sogenannten „Zukunftsatlas“ 2016 belegte der Westerwaldkreis Platz 215 von 402 Landkreisen, Kommunalverbänden und kreisfreien Städten in Deutschland und zählt damit zu den Regionen mit „ausgeglichenem Chancen-Risiko-Mix“ für die Zukunft. In der Ausgabe von 2019 lag er auf Platz 217 von 401.

## Verkehr

### Schienenverkehr

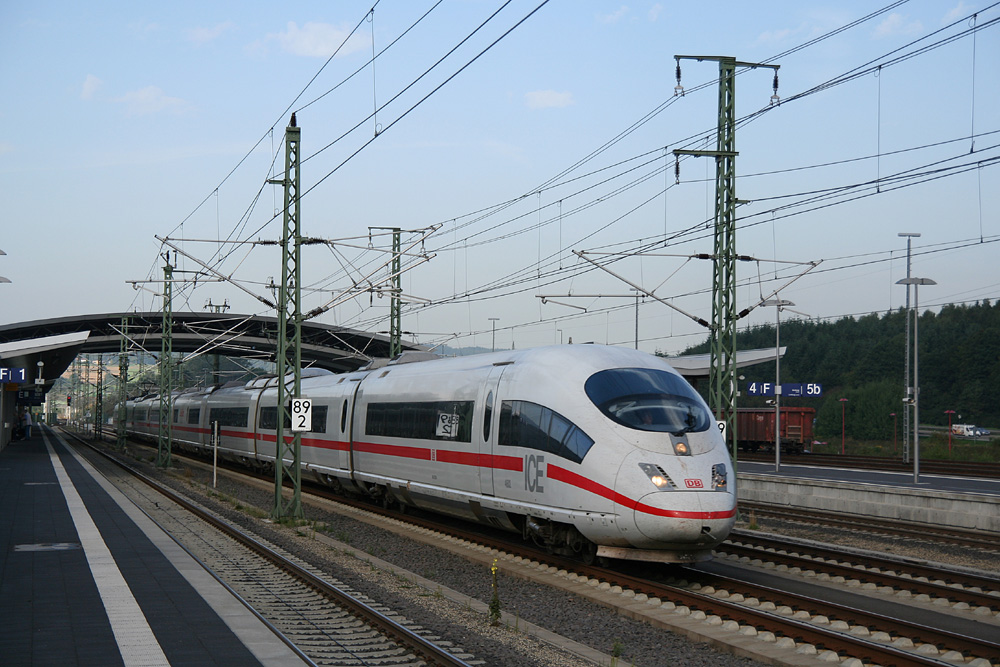
Ein ICE 3 passiert ohne Halt den Bahnhof Montabaur.

Die verkehrsferne Gegend des Westerwaldes wurde erst Ende des 19. Jahrhunderts von Bahnlinien erschlossen, die – bis auf eine Kleinbahn – von der Preußischen Staatsbahn erbaut wurden. Seit 2002 ist der Westerwald durch den Bahnhof Montabaur an der Schnellfahrstrecke Köln–Rhein/Main mit vereinzelten Halten an das nationale und internationale Fernverkehrsnetz angeschlossen. Der ICE verbindet im Südosten den Bahnhof Limburg Süd, den Frankfurter Flughafen-Fernbahnhof und den Frankfurter Hauptbahnhof. In entgegengesetzter Richtung verbindet der ICE den Bahnhof Siegburg/Bonn, den Kölner Hauptbahnhof sowie den Bahnhof Köln Messe/Deutz, das Ruhrgebiet und Brüssel.
Im Jahr 1884 wurde die Unterwesterwaldbahn von Limburg über Montabaur nach Altenkirchen eröffnet, von der in Siershahn eine Linie nach Engers am Rhein abzweigte, die in Grenzau einen Abzweig nach Höhr-Grenzhausen erhielt, der erst 1911 bis Hillscheid verlängert wurde. Die zweite Strecke von Limburg nach Altenkirchen über Hadamar–Westerburg wurde nur zwei Jahre später – 1886 – in Betrieb genommen.
Von Herborn im Lahn-Dill-Kreis führte ab 1906 eine Nebenbahn bis Rennerod und erreichte 1907 Westerburg. In ihr mündete ebenfalls die 1911 eröffnete Bahnstrecke Erbach–Fehl-Ritzhausen (Nistertal–Bad Marienberg–Bad Marienberg–Fehl Ritzhausen) ein, die von der Oberwesterwaldbahn Altenkirchen–Westerburg–Limburg abzweigte.
Die östliche Nord-Süd-Strecke wurde 1910 mit der westlichen Parallelstrecke durch die Bahnlinie Westerburg–Montabaur verbunden.
Eine weitere Querverbindung war bereits 1901 durch die Schmalspurstrecke der Kleinbahn-AG Selters-Hachenburg geschaffen worden, welche vom Bahnhof Selters via Wahlrod, Hattert und Abtei Marienstatt zum Bahnhof Hachenburg verkehrte.
Die Stadt Höhr-Grenzhausen erhielt 1907 – nebst einer Verlängerung im Jahre 1910 – durch die Coblenzer Straßenbahn-Gesellschaft eine elektrische Überlandlinie nach Vallendar am Rhein; diese wurde 1941 durch einen Oberleitungsbus ersetzt.
Von dem Eisenbahnnetz, das ab 1911 – also ohne die 25 Kilometer Neubaustrecke – etwa 185 Kilometer umfasste, werden heute nur noch 66 Kilometer von Personenzügen befahren. Dieser Verkehr wurde Ende 2004 von der Vectus Verkehrsgesellschaft übernommen. Der Verkehrsvertrag mit der ehemaligen Vectus Verkehrsgesellschaft endete zum Fahrplanwechsel im Dezember 2014. Ab Dezember 2014 übernahm die Hessische Landesbahn, Betriebsbereich Dreiländerbahn, die Verkehrsleistungen auf der RB 29 („Unterwesterwaldbahn“) und auf der RB 90 („Westerwald-Sieg-Bahn“), die zum Fahrplanwechsel 2015 ab Au (Sieg) über Wissen und Betzdorf nach Siegen verlängert wurde. Der Bahnhof Au (Sieg) ist ein wichtiger Umsteigebahnhof für Reisende aus dem Oberwesterwald in Richtung Bonn, Köln und Aachen, hier endet die aus Düren kommende Linie S12 der S-Bahn Köln (Düren – Horrem – Köln – Siegburg/Bonn – Herchen – Au(Sieg)), der „Rhein-Sieg-Express“ (RE 9) verkehrt ab Au (Sieg) nach Siegen sowie in entgegengesetzter Richtung zum Bahnhof Siegburg/Bonn, nach Köln, Düren und Aachen.
Seit dem 1. Januar 2017 wendet der Westerwaldkreis für Bus- und Bahnfahrscheine den Tarif des Verkehrsverbundes Rhein-Mosel (VRM) an.
Einstellungen des Personenverkehrs:
- 1950: Herschbach – Hachenburg – 19 km (Meterspur)
- 1959: Herborn – Rehe – Rennerod – 6 km (Westerwaldquerbahn)
- 1960: Selters – Herschbach – 5 km (Meterspur)
- 1971: Fehl-Ritzhausen – Bad Marienberg – Erbach – 12 km
- 1972: Grenzau – Höhr-Grenzhausen – Hillscheid – 7 km
- 1981: Rennerod – Fehl-Ritzhausen – Westerburg – 17 km (Westerwaldquerbahn)
- 1981: Montabaur – Wallmerod – Westerburg – 26 km (Westerwaldquerbahn)
- 1984: Siershahn – Selters – Altenkirchen – 40 km (davon 12 km im Westerwaldkreis) (Holzbachtalbahn)
- 1989: Engers – Ransbach (Westerwald) – Grenzau – Siershahn – 28 km (davon 15 km im Westerwaldkreis) (Brexbachtalbahn)

### Fernstraßen
Durch das Kreisgebiet führen die Bundesautobahnen 3 (Köln–Frankfurt am Main) und die 48 (Koblenz–Montabaur). Ferner wird das Kreisgebiet von mehreren Bundesstraßen erschlossen, darunter die B 8, die B 49, die B 54, die B 255, die B 413 und die B 414.
Anfang des 21. Jahrhunderts wurden Anstrengungen unternommen, den Westerwaldkreis besser an das Autobahnnetz anzubinden. Die unter dem Namen „Westerwaldautobahn“ diskutierte Strecke hätte die A 48 bei Dernbach mit der A 45 bei Freudenberg verbunden und damit insbesondere die Verkehrssituation in der Verbandsgemeinde Hachenburg und im Landkreis Altenkirchen (Westerwald) erheblich verbessert. Dennoch wurde die „Westerwaldautobahn“ aufgrund erheblichen Protestes nicht realisiert.

## Administrative Gliederung
Der Westerwaldkreis umfasst zehn Verbandsgemeinden mit 192 Ortsgemeinden. Die größte Kommune ist die Stadt Montabaur mit 14.884 Einwohnern, die kleinste Ortsgemeinde ist Heuzert mit 122 Einwohnern.

### Verbandsgemeinden
| Verbandsgemeinde            | Einwohner (31. Dezember 2024) |
| --------------------------- | ----------------------------- |
| Bad Marienberg (Westerwald) | 19.676                        |
| Hachenburg                  | 25.096                        |
| Höhr-Grenzhausen            | 13.640                        |
| Montabaur                   | 41.545                        |
| Ransbach-Baumbach           | 15.702                        |
| Rennerod                    | 17.145                        |
| Selters (Westerwald)        | 16.503                        |
| Wallmerod                   | 14.692                        |
| Westerburg                  | 23.625                        |
| Wirges                      | 20.179                        |

### Ortsgemeinden
Die Verwaltungssitze der Verbandsgemeinden sind mit einem Stern (*) markiert.
| Ortsgemeinde                         | Einwohner (31. Dezember 2024) | Verbandsgemeinde            |
| ------------------------------------ | ----------------------------- | --------------------------- |
| Bad Marienberg (Westerwald), Stadt * | 6.096                         | Bad Marienberg (Westerwald) |
| Bölsberg                             | 228                           | Bad Marienberg (Westerwald) |
| Dreisbach                            | 580                           | Bad Marienberg (Westerwald) |
| Fehl-Ritzhausen                      | 792                           | Bad Marienberg (Westerwald) |
| Großseifen                           | 624                           | Bad Marienberg (Westerwald) |
| Hahn bei Marienberg                  | 455                           | Bad Marienberg (Westerwald) |
| Hardt                                | 456                           | Bad Marienberg (Westerwald) |
| Hof                                  | 1.317                         | Bad Marienberg (Westerwald) |
| Kirburg                              | 604                           | Bad Marienberg (Westerwald) |
| Langenbach bei Kirburg               | 1.109                         | Bad Marienberg (Westerwald) |
| Lautzenbrücken                       | 448                           | Bad Marienberg (Westerwald) |
| Mörlen                               | 542                           | Bad Marienberg (Westerwald) |
| Neunkhausen                          | 1.016                         | Bad Marienberg (Westerwald) |
| Nisterau                             | 834                           | Bad Marienberg (Westerwald) |
| Nistertal                            | 1.198                         | Bad Marienberg (Westerwald) |
| Norken                               | 980                           | Bad Marienberg (Westerwald) |
| Stockhausen-Illfurth                 | 428                           | Bad Marienberg (Westerwald) |
| Unnau                                | 1.969                         | Bad Marienberg (Westerwald) |
| Alpenrod                             | 1.630                         | Hachenburg                  |
| Astert                               | 260                           | Hachenburg                  |
| Atzelgift                            | 639                           | Hachenburg                  |
| Borod                                | 552                           | Hachenburg                  |
| Dreifelden                           | 283                           | Hachenburg                  |
| Gehlert                              | 613                           | Hachenburg                  |
| Giesenhausen                         | 332                           | Hachenburg                  |
| Hachenburg, Stadt *                  | 6.336                         | Hachenburg                  |
| Hattert                              | 1.786                         | Hachenburg                  |
| Heimborn                             | 284                           | Hachenburg                  |
| Heuzert                              | 122                           | Hachenburg                  |
| Höchstenbach                         | 717                           | Hachenburg                  |
| Kroppach                             | 789                           | Hachenburg                  |
| Kundert                              | 271                           | Hachenburg                  |
| Limbach                              | 412                           | Hachenburg                  |
| Linden                               | 151                           | Hachenburg                  |
| Lochum                               | 294                           | Hachenburg                  |
| Luckenbach                           | 687                           | Hachenburg                  |
| Marzhausen                           | 255                           | Hachenburg                  |
| Merkelbach                           | 441                           | Hachenburg                  |
| Mörsbach                             | 399                           | Hachenburg                  |
| Mudenbach                            | 762                           | Hachenburg                  |
| Mündersbach                          | 781                           | Hachenburg                  |
| Müschenbach                          | 959                           | Hachenburg                  |
| Nister                               | 1.084                         | Hachenburg                  |
| Roßbach                              | 856                           | Hachenburg                  |
| Steinebach an der Wied               | 825                           | Hachenburg                  |
| Stein-Wingert                        | 230                           | Hachenburg                  |
| Streithausen                         | 498                           | Hachenburg                  |
| Wahlrod                              | 917                           | Hachenburg                  |
| Welkenbach                           | 150                           | Hachenburg                  |
| Wied                                 | 548                           | Hachenburg                  |
| Winkelbach                           | 233                           | Hachenburg                  |
| Hilgert                              | 1.516                         | Höhr-Grenzhausen            |
| Hillscheid                           | 2.444                         | Höhr-Grenzhausen            |
| Höhr-Grenzhausen, Stadt *            | 9.415                         | Höhr-Grenzhausen            |
| Kammerforst                          | 265                           | Höhr-Grenzhausen            |
| Boden                                | 668                           | Montabaur                   |
| Daubach                              | 478                           | Montabaur                   |
| Eitelborn                            | 2.486                         | Montabaur                   |
| Gackenbach                           | 545                           | Montabaur                   |
| Girod                                | 1.211                         | Montabaur                   |
| Görgeshausen                         | 983                           | Montabaur                   |
| Großholbach                          | 961                           | Montabaur                   |
| Heilberscheid                        | 628                           | Montabaur                   |
| Heiligenroth                         | 1.461                         | Montabaur                   |
| Holler                               | 1.009                         | Montabaur                   |
| Horbach                              | 703                           | Montabaur                   |
| Hübingen                             | 514                           | Montabaur                   |
| Kadenbach                            | 1.276                         | Montabaur                   |
| Montabaur, Stadt *                   | 14.884                        | Montabaur                   |
| Nentershausen                        | 2.079                         | Montabaur                   |
| Neuhäusel                            | 2.029                         | Montabaur                   |
| Niederelbert                         | 1.758                         | Montabaur                   |
| Niedererbach                         | 1.032                         | Montabaur                   |
| Nomborn                              | 664                           | Montabaur                   |
| Oberelbert                           | 1.193                         | Montabaur                   |
| Ruppach-Goldhausen                   | 1.224                         | Montabaur                   |
| Simmern                              | 1.534                         | Montabaur                   |
| Stahlhofen                           | 739                           | Montabaur                   |
| Untershausen                         | 515                           | Montabaur                   |
| Welschneudorf                        | 971                           | Montabaur                   |
| Alsbach                              | 640                           | Ransbach-Baumbach           |
| Breitenau                            | 737                           | Ransbach-Baumbach           |
| Caan                                 | 669                           | Ransbach-Baumbach           |
| Deesen                               | 775                           | Ransbach-Baumbach           |
| Hundsdorf                            | 468                           | Ransbach-Baumbach           |
| Nauort                               | 2.348                         | Ransbach-Baumbach           |
| Oberhaid                             | 389                           | Ransbach-Baumbach           |
| Ransbach-Baumbach, Stadt *           | 8.176                         | Ransbach-Baumbach           |
| Sessenbach                           | 517                           | Ransbach-Baumbach           |
| Wirscheid                            | 347                           | Ransbach-Baumbach           |
| Wittgert                             | 636                           | Ransbach-Baumbach           |
| Bretthausen                          | 211                           | Rennerod                    |
| Elsoff (Westerwald)                  | 982                           | Rennerod                    |
| Hellenhahn-Schellenberg              | 1.222                         | Rennerod                    |
| Homberg (Westerwald)                 | 189                           | Rennerod                    |
| Hüblingen                            | 293                           | Rennerod                    |
| Irmtraut                             | 806                           | Rennerod                    |
| Liebenscheid                         | 837                           | Rennerod                    |
| Neunkirchen (Westerwald)             | 560                           | Rennerod                    |
| Neustadt/Westerwald                  | 569                           | Rennerod                    |
| Niederroßbach                        | 729                           | Rennerod                    |
| Nister-Möhrendorf                    | 309                           | Rennerod                    |
| Oberrod                              | 663                           | Rennerod                    |
| Oberroßbach                          | 359                           | Rennerod                    |
| Rehe                                 | 953                           | Rennerod                    |
| Rennerod, Stadt *                    | 4.464                         | Rennerod                    |
| Salzburg                             | 231                           | Rennerod                    |
| Seck                                 | 1.179                         | Rennerod                    |
| Stein-Neukirch                       | 442                           | Rennerod                    |
| Waigandshain                         | 213                           | Rennerod                    |
| Waldmühlen                           | 317                           | Rennerod                    |
| Westernohe                           | 961                           | Rennerod                    |
| Willingen (Westerwald)               | 280                           | Rennerod                    |
| Zehnhausen bei Rennerod              | 376                           | Rennerod                    |
| Ellenhausen                          | 292                           | Selters (Westerwald)        |
| Ewighausen                           | 236                           | Selters (Westerwald)        |
| Freilingen                           | 714                           | Selters (Westerwald)        |
| Freirachdorf                         | 699                           | Selters (Westerwald)        |
| Goddert                              | 444                           | Selters (Westerwald)        |
| Hartenfels                           | 789                           | Selters (Westerwald)        |
| Herschbach                           | 3.018                         | Selters (Westerwald)        |
| Krümmel                              | 304                           | Selters (Westerwald)        |
| Marienrachdorf                       | 1.041                         | Selters (Westerwald)        |
| Maroth                               | 259                           | Selters (Westerwald)        |
| Maxsain                              | 1.005                         | Selters (Westerwald)        |
| Nordhofen                            | 526                           | Selters (Westerwald)        |
| Quirnbach                            | 488                           | Selters (Westerwald)        |
| Rückeroth                            | 465                           | Selters (Westerwald)        |
| Schenkelberg                         | 632                           | Selters (Westerwald)        |
| Selters (Westerwald), Stadt *        | 2.902                         | Selters (Westerwald)        |
| Sessenhausen                         | 865                           | Selters (Westerwald)        |
| Steinen                              | 219                           | Selters (Westerwald)        |
| Vielbach                             | 574                           | Selters (Westerwald)        |
| Weidenhahn                           | 559                           | Selters (Westerwald)        |
| Wölferlingen                         | 472                           | Selters (Westerwald)        |
| Arnshöfen                            | 179                           | Wallmerod                   |
| Berod bei Wallmerod                  | 554                           | Wallmerod                   |
| Bilkheim                             | 465                           | Wallmerod                   |
| Dreikirchen                          | 1.016                         | Wallmerod                   |
| Elbingen                             | 349                           | Wallmerod                   |
| Ettinghausen                         | 339                           | Wallmerod                   |
| Hahn am See                          | 397                           | Wallmerod                   |
| Herschbach (Oberwesterwald)          | 949                           | Wallmerod                   |
| Hundsangen                           | 1.936                         | Wallmerod                   |
| Kuhnhöfen                            | 148                           | Wallmerod                   |
| Mähren                               | 216                           | Wallmerod                   |
| Meudt                                | 1.885                         | Wallmerod                   |
| Molsberg                             | 430                           | Wallmerod                   |
| Niederahr                            | 840                           | Wallmerod                   |
| Oberahr                              | 553                           | Wallmerod                   |
| Obererbach                           | 503                           | Wallmerod                   |
| Salz                                 | 878                           | Wallmerod                   |
| Steinefrenz                          | 745                           | Wallmerod                   |
| Wallmerod *                          | 1.551                         | Wallmerod                   |
| Weroth                               | 562                           | Wallmerod                   |
| Zehnhausen bei Wallmerod             | 197                           | Wallmerod                   |
| Ailertchen                           | 659                           | Westerburg                  |
| Bellingen                            | 628                           | Westerburg                  |
| Berzhahn                             | 504                           | Westerburg                  |
| Brandscheid                          | 496                           | Westerburg                  |
| Enspel                               | 285                           | Westerburg                  |
| Gemünden                             | 1.021                         | Westerburg                  |
| Girkenroth                           | 607                           | Westerburg                  |
| Guckheim                             | 997                           | Westerburg                  |
| Halbs                                | 353                           | Westerburg                  |
| Härtlingen                           | 389                           | Westerburg                  |
| Hergenroth                           | 457                           | Westerburg                  |
| Höhn                                 | 3.218                         | Westerburg                  |
| Kaden                                | 591                           | Westerburg                  |
| Kölbingen                            | 1.016                         | Westerburg                  |
| Langenhahn                           | 1.369                         | Westerburg                  |
| Pottum                               | 1.058                         | Westerburg                  |
| Rotenhain                            | 492                           | Westerburg                  |
| Rothenbach                           | 946                           | Westerburg                  |
| Stahlhofen am Wiesensee              | 385                           | Westerburg                  |
| Stockum-Püschen                      | 649                           | Westerburg                  |
| Weltersburg                          | 311                           | Westerburg                  |
| Westerburg, Stadt *                  | 6.002                         | Westerburg                  |
| Willmenrod                           | 675                           | Westerburg                  |
| Winnen                               | 517                           | Westerburg                  |
| Bannberscheid                        | 696                           | Wirges                      |
| Dernbach (Westerwald)                | 2.533                         | Wirges                      |
| Ebernhahn                            | 1.303                         | Wirges                      |
| Helferskirchen                       | 1.236                         | Wirges                      |
| Leuterod                             | 853                           | Wirges                      |
| Mogendorf                            | 1.329                         | Wirges                      |
| Moschheim                            | 762                           | Wirges                      |
| Niedersayn                           | 171                           | Wirges                      |
| Ötzingen                             | 1.369                         | Wirges                      |
| Siershahn                            | 2.956                         | Wirges                      |
| Staudt                               | 1.277                         | Wirges                      |
| Wirges, Stadt *                      | 5.694                         | Wirges                      |

Für Listen zu dem Begriff „Gebietsveränderungen“ siehe Gebietsreformen in Rheinland-Pfalz.

## Kfz-Kennzeichen
Am 1. August 1974 wurde dem Landkreis das seit dem 1. Juli 1956 für den Unterwesterwaldkreis gültige Unterscheidungszeichen MT zugewiesen. Es wurde von dessen Kreisstadt Montabaur hergeleitet. 1979 wurde das heutige Unterscheidungszeichen WW eingeführt, das bis heute als einziges Kennzeichen ausgegeben wird.
Die Kreisverwaltung des Westerwaldkreises lehnt die Wiedereinführung der Alt-Kennzeichen MT (Montabaur bzw. Unterwesterwaldkreis) und WEB (Westerburg bzw. Oberwesterwaldkreis) vehement ab, da der Landrat „das WW-Kennzeichen als starkes Zeichen der Identifikation mit der ganzen Region“ sehe. Eine Wiedereinführung würde, so Landrat Schwickert, „die alten Gräben zwischen dem ehemaligen Oberwesterwaldkreis (WEB) und dem früheren Unterwesterwaldkreis (MT) wieder aufreißen“.